# Алісія Холл
Алісія Холл (народилася 2 грудня 1984)  — американська модель, яка перемогла в реаліті- шоу NBC у 2005 році Sports Illustrated Swimsuit Model Search .

## Раннє життя
Холл виросла в Лас-Вегасі, штат Невада, і з семи років мріяла стати моделлю купальників. Коли вона підросла, почала брати участь у місцевих показах мод. У 13 років, за підтримки матері та вітчима, вона вперше взяла участь у професійній фотосесії в жовтні 1998 року. Згодом Холл виграла конкурс, організований школою Джона Роберта Пауерса, відомою модельною установою в Лас-Вегасі, де вона пройшла формальне навчання, паралельно працюючи позаштатним вебдизайнером.

## Кар'єра
У січні 2003 року Хол брав участь у відродженні програми Star Search на CBS, дійшовши до півфіналу в категорії моделей.
Холл знову пішла на реаліті-шоу, коли її обрали серед тисяч претендентів одним із 12 фіналістів серіалу Sports Illustrated Swimsuit Model Search, у якому молоді моделі змагалися одна з одною в шестисерійному модельному конкурсі за 1 мільйон доларів США. контракт з NEXT Model Management і розповсюдження в щорічному номері Swimsuit Issue Sports Illustrated ' Хол потрапив до двох останніх разом із Шеннон Хьюз і згодом переміг.
Відтоді вона працювала моделлю для Skechers і нині співпрацює з Elite Model Management у Маямі та Лос-Анджелесі, Chic Model Management в Австралії, DCM Models у Сеулі, Satoru Models у Японії, Major Model Management у Парижі та Race Model Management у Нью-Йорку.
У 2009 році Хол взяла участь в онлайн-прослуховуванні для конкурсу Victoria's Secret Model Search. Вона увійшла до десятки фіналісток, які боролися за можливість виступити на показі мод Victoria's Secret у тому ж році. Під час першого етапу конкурсу – фотосесії в нижній білизні з фотографом Расселом Джеймсом – Хол отримала високу оцінку. Однак під час другого етапу, що включав тренування з персональним тренером Девідом Кіршем, їй було складно, і вона поступилася своїм конкуренткам, Кайлі Бісутті та Джеймі Лі Дарлі.
Archived at Ghostarchive and the Wayback Machine: Amr Diab Wayah عمرو دياب - وياه. YouTube.Elite portfolio[недоступне посилання з 01.09.2019]Вона знялася у відео на пісню Wayah єгипетського співака Амра Діаба. 

## Зовнішні посилання
- Алісія Холл на сайті Fashion Model Directory (англ.)

Шаблон:2000–2009 Sports Illustrated SwimsuitШаблон:2000–2009 Sports Illustrated Swimsuit